# Dietrichit
Dietrichit ist ein sehr selten vorkommendes Mineral aus der Mineralklasse der „Sulfate und Verwandte“ (siehe Klassifikation). Es kristallisiert im Kristallsystem mit der Zusammensetzung ZnAl2[SO4]4 · 22H2O, ist also chemisch gesehen ein wasserhaltiges Zink-Aluminium-Sulfat.
Dietrichit ist durchsichtig und entwickelt meist faserige Kristalle in rasenförmigen Aggregaten sowie Krusten und Ausblühungen von schmutzigweißer bis bräunlichgelber Farbe bei weißer Strichfarbe.

## Etymologie und Geschichte
Erstmals entdeckt wurde Dietrichit in der „Baia Sprie-Mine“ (auch Felsőbánya-Mine) in Rumänien und beschrieben 1878 von J. Freiherr von Schröckinger, der das Mineral nach Gustav Heinrich Dietrich of Příbram benannte. Dieser hatte die ersten Proben des Minerals analysiert. Freiherr von Schröckinger bezeichnete das Mineral selbst als Zinkalaun. Diese Bezeichnung wird heute nicht mehr verwendet und ist insofern auch nicht korrekt, weil Alaune die chemische Zusammensetzung MIMIII(SO4)2·12 H2O besitzen.

## Klassifikation
In der veralteten 8. Auflage der Mineralsystematik nach Strunz gehörte der Dietrichit zur Mineralklasse der „Sulfate, Chromate, Molybdate, Wolframate“ und dort zur Abteilung „Wasserhaltige Sulfate ohne fremde Anionen“, wo er gemeinsam mit Apjohnit, Bílinit, Halotrichit, Pickeringit und Redingtonit in der „Halotrichit-Reihe (Federalaune)“ mit der Systemnummer VI/C.06 steht.
In der zuletzt 2018 überarbeiteten Lapis-Systematik nach Stefan Weiß, die formal auf der alten Systematik von Karl Hugo Strunz in der 8. Auflage basiert, erhielt das Mineral die System- und Mineralnummer VI/C.12-040. Dies entspricht der Klasse der „Sulfate, Chromate, Molybdate und Wolframate“ und dort der Abteilung „Wasserhaltige Sulfate, ohne fremde Anionen“, wo Dietrichit zusammen mit Apjohnit, Bílinit, Caichengyunit, Halotrichit, Pickeringit, Redingtonit und Wupatkiit die „Halotrichitgruppe“ mit der Systemnummer VI/C.12 bildet.
Die von der International Mineralogical Association (IMA) zuletzt 2009 aktualisierte 9. Auflage der Strunz’schen Mineralsystematik ordnet den Dietrichit in die Klasse der „Sulfate (Selenate, Tellurate, Chromate, Molybdate und Wolframate)“ und dort in die Abteilung „Sulfate (Selenate usw.) ohne zusätzliche Anionen, mit H2O“ ein. Hier ist das Mineral in der Unterabteilung „Mit ausschließlich mittelgroßen Kationen“ zu finden, wo es zusammen mit Apjohnit, Bílinit, Halotrichit, Pickeringit, Redingtonit und Wupatkiit die „Halotrichitgruppe“ mit der Systemnummer 7.CB.85 bildet.
In der vorwiegend im englischen Sprachraum gebräuchlichen Systematik der Minerale nach Dana hat Dietrichit die System- und Mineralnummer 29.07.03.04. Das entspricht der Klasse der „Sulfate, Chromate und Molybdate“ und dort der Abteilung „Wasserhaltige Säuren und Sulfate“. Hier findet er sich innerhalb der Unterabteilung „Wasserhaltige Säuren und Sulfate mit A(B)2(XO4)4 × x(H2O)“ in der „Halotrichitgruppe (monoklin mit 22 H2O)“, in der auch Pickeringit, Halotrichit, Apjohnit, Bílinit, Redingtonit und Wupatkiit eingeordnet sind.

## Kristallstruktur
Dietrichit kristallisiert monoklin in der Raumgruppe P21/a (Raumgruppen-Nr. 14, Stellung 3) mit den Gitterparametern a = 21,38 Å; b = 24,43 Å; c = 6,24 Å und β = 100,1° sowie 4 Formeleinheiten pro Elementarzelle.

## Eigenschaften
Dietrichit ist wasserlöslich.

## Bildung und Fundorte
Dietrichit bildet sich nachträglich als Verwitterungsprodukt in stillgelegten Bergwerken.
Bisher (Stand: 2012) sind weniger als zehn Fundorte für Dietrichit bekannt. Neben seiner Typlokalität Baia Sprie trat das Mineral in Rumänien noch bei Roșia Montană (Goldbach) auf.
Weitere Fundorts sind die „Capillitas Mine“ im Departamento Andalgalá in Argentinien, Mount Isa in Australien, auf einer Schlackenhalde bei Plowdiw in Bulgarien, in der „Boccheggiano Mine“ bei Montieri in Italien, bei Les Valettes am Mont Chemin im Schweizer Kanton Wallis sowie bei Ducktown (Tennessee) und in der Gold Hill Mine im Tooele County (Utah) in den Vereinigten Staaten von Amerika.